# Grahamova země

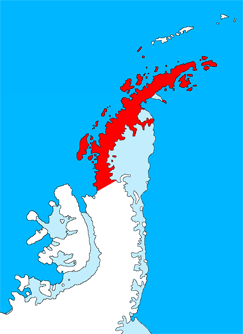
Grahamova země na mapě Antarktického poloostrova

Grahamova země je označení pro severní část Antarktického poloostrova, leží tedy severně od Palmerovy země. Ještě severněji leží poloostrov Trojice, obě jsou části Antarktidy nejbližší Jižní Americe. Rozloha Grahamovy země je 383 000 čtverečních kilometrů.
Grahamovu zemi objevil 21. února 1832 britský polárník John Biscoe a pojmenoval ji po tehdejším prvním lordu admirality Jamesi Grahamovi. Ovšem až o zhruba sto let později prokázala britská výprava, že se jedná o část poloostrova spojeného pevninou s Antarktidou, nikoliv o ostrov či souostroví.
Odhlédne-li se od platného antarktického smluvního systému, dělají si na Grahamovu zemi nárok Spojené království (šlo by o součást Britského antarktického území), Argentina (šlo by o součást argentinské Antarktidy) a Chile (šlo by o součást chilského antarktického území).